# Espejo (Córdoba)
Espejo es un municipio cordobés  en la provincia de Córdoba, en Andalucía. Cuenta con una población de 3177 habitantes (INE 2024). Se sitúa a unos 35 kilómetros de la capital de provincia, Córdoba. La localidad es célebre por su castillo ducal y construcciones del pasado romano.

## Ubicación
Integrado en la comarca de Campiña Este-Guadajoz, se sitúa a 35 kilómetros al sur de la capital provincial. El término municipal está atravesado por la carretera nacional N-432, entre los pK 304 y 311, además de por la carretera autonómica A-307, que conecta con Montilla, y por carreteras locales que permiten la comunicación con los municipios vecinos de Castro del Río, Montemayor y Córdoba. 
El relieve del municipio está definido por la campiña cordobesa, una llanura con cerros dispersos, entre los que destaca el Cerro de la Carrascosa (404 metros). El río Guadajoz hace de límite con Castro del Río por el noreste. La altitud oscila entre los 450 metros, en el cerro en el que se asienta el pueblo, y los 200 metros a orillas del río Guadajoz. El pueblo se alza a 418 metros sobre el nivel del mar. 
| Noroeste: Córdoba  | Norte: Castro del Río | Nordeste: Castro del Río |
| Oeste: Montemayor  |                       | Este: Castro del Río     |
| Suroeste: Montilla | Sur: Castro del Río   | Sureste: Castro del Río  |

## Historia

### Edad Antigua
En el solar de Espejo se asentó, durante las épocas íbero-turdetana y romana, la ciudad de Ucubi, de gran importancia debido a su emplazamiento estratégico. Se ha tenido conocimiento recientemente de la existencia de un recinto fortificado, ubicado en el Cerro de la Pontanilla. El abastecimiento hidráulico de la colonia se lograba mediante un acueducto cuyos vestigios se localizan en terrenos de Nueva Carteya, Castro del Río y Espejo. También se localizan numerosas cisternas o depósitos en algunos puntos de la actual ciudad. Mencionar la construcción romana en sillería de El Aljibe de carácter cultual a poco más de un kilómetro de Espejo. Recientemente se ha encontrado otra Aljibe en perfectas condiciones junto a la Fuente de la Fuensanta, donde hubo una ermita-santuario a la misma advocación mariana, por lo que cabe pensar que fue la continuación de un antiguo santuario romano. Dado el gran número de fuentes similares alrededor de la población, cabe pensar que podrían encontrarse más monumentos de este tipo.
La población íbera asentada en estas tierras con el nombre de Ucubi fue ocupada por los romanos, que le cambiaron el nombre por el de Attubi. Desde el siglo XVI los arqueólogos vienen interesándose por tan glorioso pasado romano, a partir de las inscripciones descubiertas en su término. Durante la batalla de Munda, entre Julio César y Pompeyo, prestó su apoyo a César, que la recompensó haciéndola colonia inmune y añadiendo al nombre de la colonia su propio nombre anteponiéndole Claritas Julia. De Ucubi, Espejo, procedía la familia paterna del emperador romano Marco Aurelio, nacido el 26 de abril del año 121. 

### Edad Media
Bajo el poder musulmán —luego del dominio visigodo— muda Ucubi, o su latinizado Attubi, su nombre por el de Al-calá, topónimo árabe alusivo a la fortaleza que coronaba este asentamiento. Más tarde, sobre las torres derruidas conocidas como Torres de Pay Arias, un descendiente de dicha familia, Pay Arias de Castro, propietario de aquella heredad, levanta un castillo a finales del siglo XIII. 
En 1303, Fernando IV le concede el privilegio de repoblación de aquel lugar, que por voluntad real pasará a denominarse Espejo:

... y porque el su castiello a que solian decir Alcala a quien nos tovimos por bien mudar el nombre y quel digan Espeio

Este nombre no es más que una mala traducción del latín Specula, que, como Alcalá en árabe, significa fortaleza o castillo.

### Edad Contemporánea
En junio de 2009 se certificó que la fotografía «Muerte de un miliciano» realizada por Robert Capa, en la que se muestra a un miliciano supuestamente alcanzado por una bala, fue tomada en la localidad de Espejo, en un camino público que atraviesa una finca privada denominada 'La Loma de las Dehesillas', hoy dedicada al cultivo del olivar y antaño, al del cereal.

## Demografía
Espejo cuenta con una población de 3177 habitantes (INE 2024).
| Gráfica de evolución demográfica de Espejo entre 1842 y 2021                                                        |
| |
| Población de derecho según los censos de población del INE Población de hecho según los censos de población del INE |

## Gobierno y administración
Tras las elecciones municipales de 2015, el alcalde es Florentino Santos Santos, quedando el reparto de concejales así:
| Partido político   | 2015  | 2015       | 2015 |
| Partido político   | %     | Concejales |      |
| Partido Socialista | 44,01 | 5          |      |
| Izquierda Unida    | 34,28 | 4          |      |
| Juntos por Espejo  | 11,94 | 1          |      |
| Partido Popular    | 9,24  | 1          |      |

## Economía

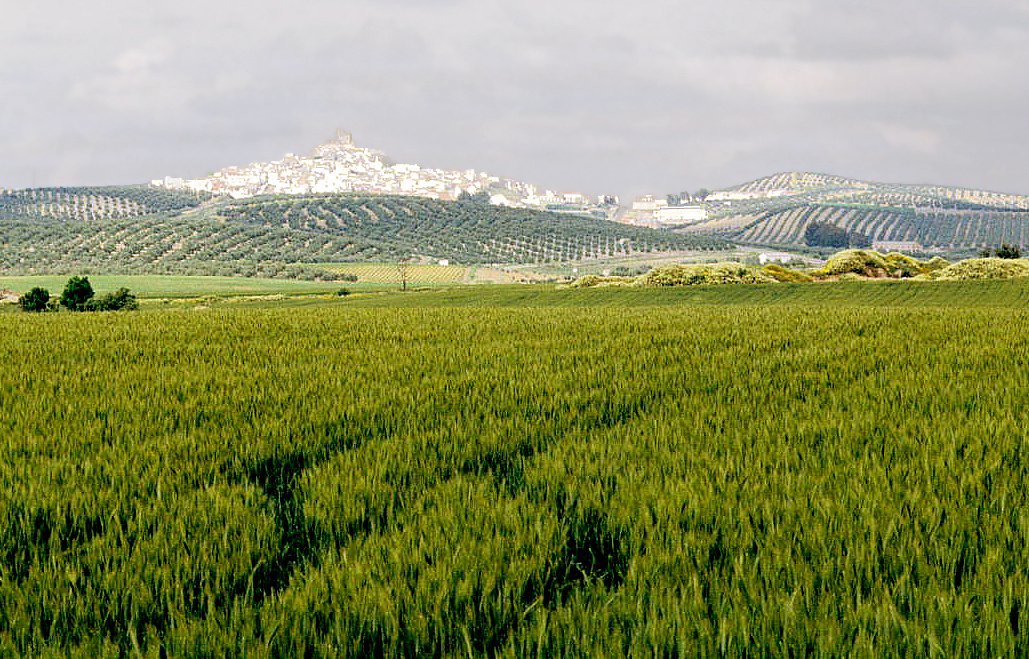
Campos de cultivo de cereales. En segundo plano pueden apreciarse olivares y la localidad de Espejo.

- Está basada principalmente en la agricultura, concretamente, en el cultivo del olivar para producir aceite de oliva, también en el cultivo de cereales. La cooperativa olivarera San Isidro es el principal motor en la economía social ya que a ella pertenecen casi todas las familias de la localidad.
- Las industrias cárnicas de la localidad son especialmente importantes.
- Completan el panorama empresarial de la localidad algunas empresas de la construcción, servicios mecánicos, carpintería metálica y forja.

### Evolución de la deuda viva municipal
| Gráfica de evolución de Deuda viva del Ayuntamiento de Espejo entre 2008 y 2019                                |
| |
| Deuda viva del Ayuntamiento de Espejo en miles de Euros según datos del Ministerio de Hacienda y Ad. Públicas. |

## Patrimonio

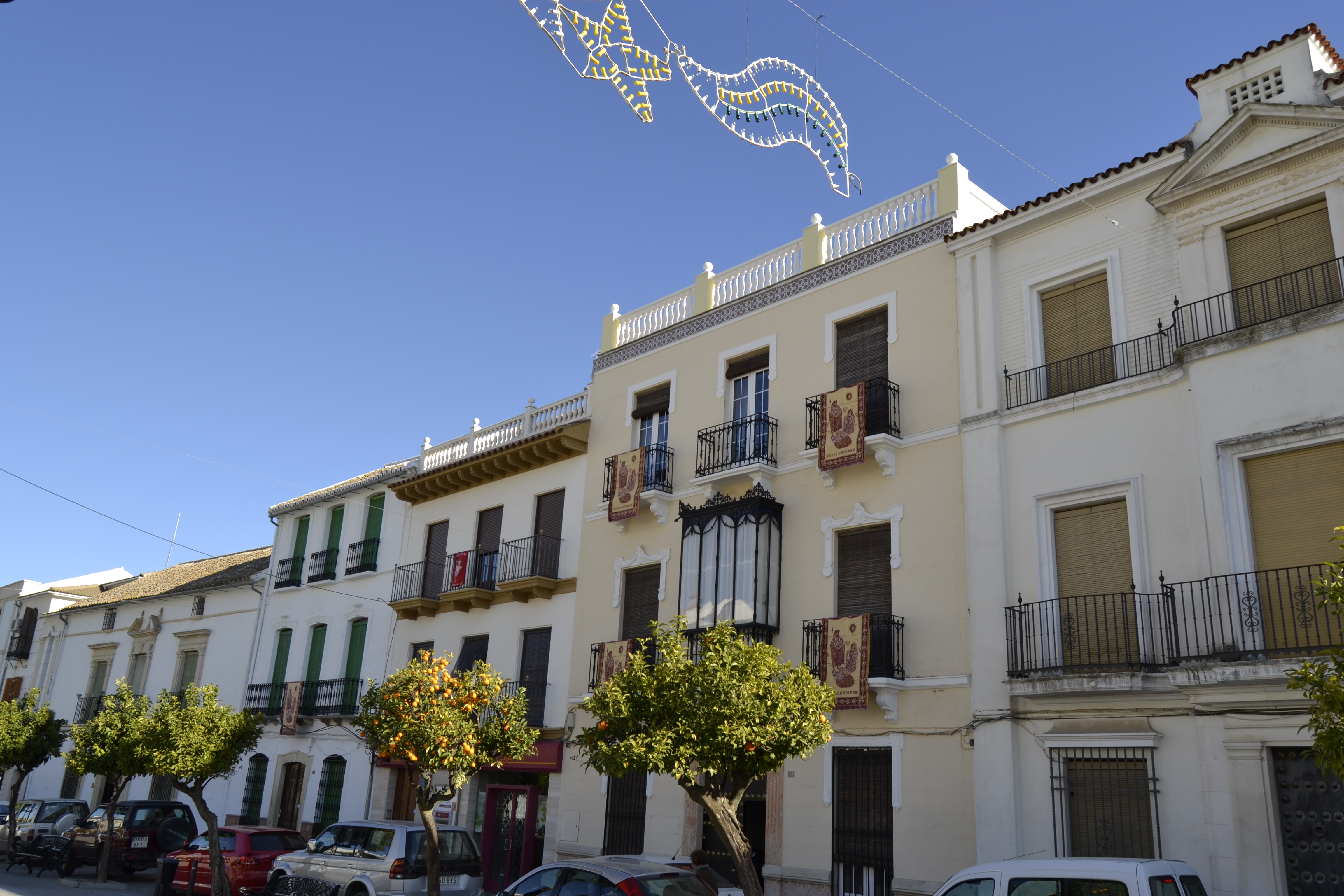
Plaza central

Entre los monumentos de Espejo, destaca su castillo ducal del siglo XIII, con una torre del homenaje. 

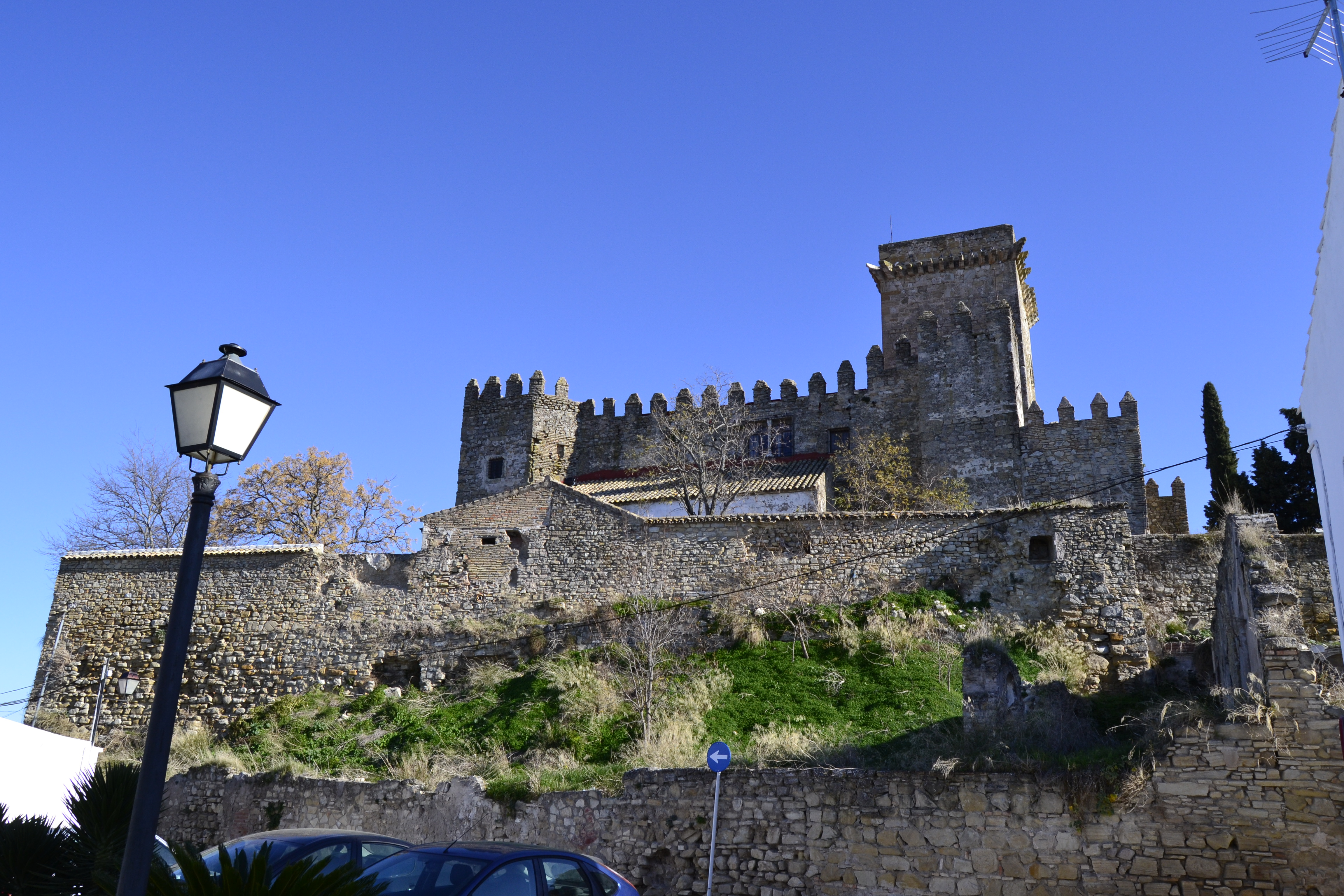
Castillo de Espejo

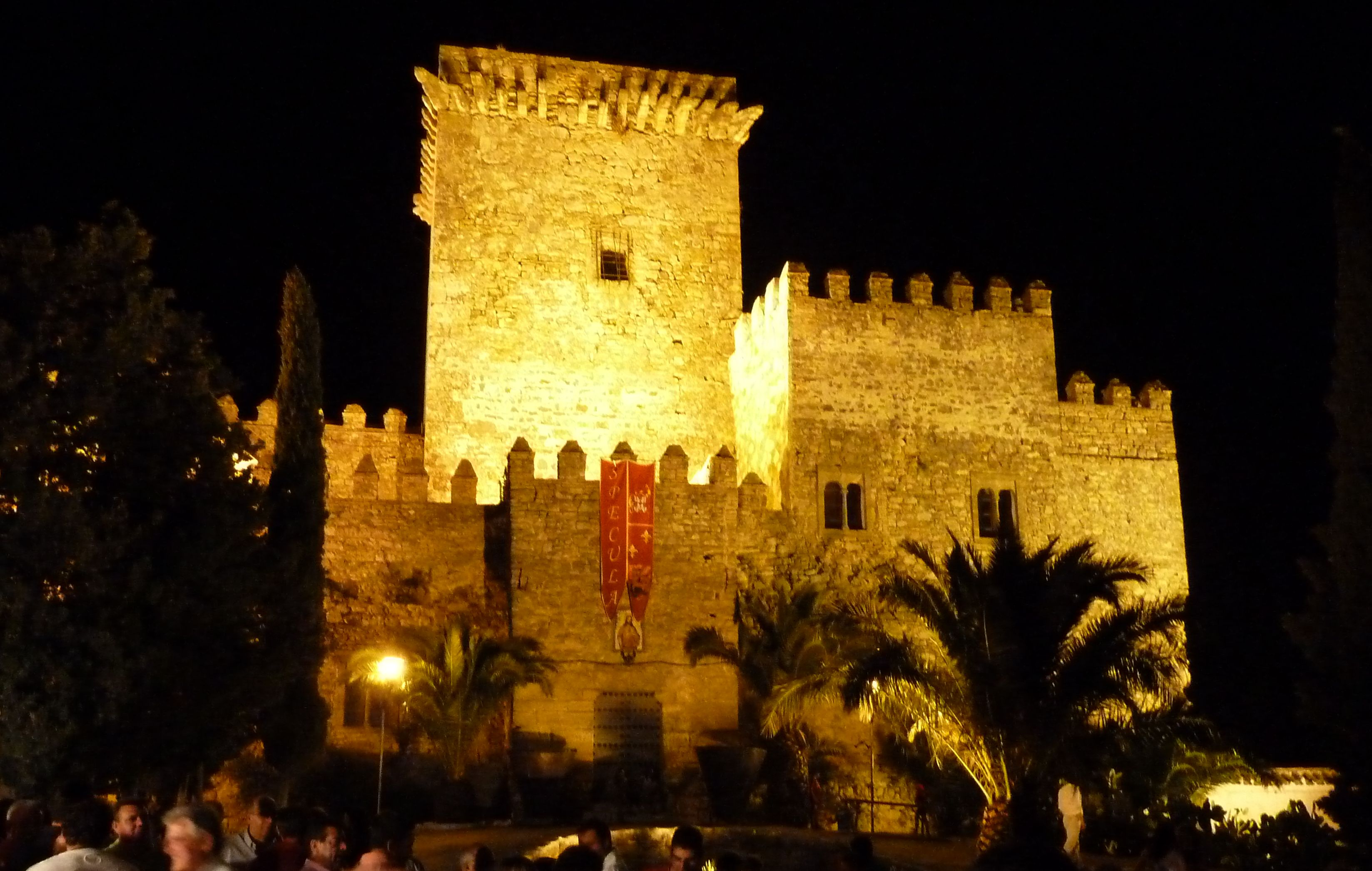
Castillo de Alcalat

Junto al castillo se encuentra la iglesia de San Bartolomé (siglo XV), de estilo gótico mudéjar, y que alberga el famoso retablo de San Andrés (siglo XVI) de Pedro Romana, la gran capilla barroca del Sagrario (siglo XVIII), un gran museo de orfebrería con la Custodia Procesional de Bernabé García de los Reyes (1726) y diversas imágenes y otras obras de arte.
La Casa de Justina Luque es una casa señorial de 1798 que alberga en su interior un monumental patio porticado: el trasunto de la Domus Romana. Es visitable.  
Por su interés histórico, destacan también la casa de los Marqueses de Lendínez, la Casa de la Cadena, la de Antón Gómez y numerosas casas solariegas y nobiliarias de antigua nobleza.  
Se han encontrado en Espejo numerosos restos y yacimientos arqueológico bajo calles y casas y también en sus alrededores. Los no descubiertos y estudiados públicamente seguramente se habrán perdido y la mayoría de los yacimientos destacados, conocidos y estudiados, aunque algunos fueron puestos en valor, hoy en día se encuentran en estado de deterioro y dejadez y próximos a su ruina o pérdida total.  
Otros:
- Ermita de Santo Domingo (siglo XVI)
- Ermita de Santa Rita (siglo XVI) en rehabilitación.
- Ermita de la Virgen de la Cabeza (siglo XVII)
- Iglesia de San Miguel' (siglo XVIII)
- Iglesia del exconvento carmelita de Santa Teresa (Hogar Parroquial)
- El Aljibe: A las afueras del municipio. Construcción romana del siglo I.
- Aljibe de La Fuensanta, recientemente descubierto y posiblemente de la misma época que el anterior, restaurado y visitable.
- Yacimientos arqueológicos de la Albuhera y la Pontanilla (Cisterna y puente romanos).
- Plaza de la Constitución, con el emblemático edificio del Mercado de Abastos, la Casa de la Cadena y el Ayuntamiento.
- Paseo de Andalucía, más conocido como Las Calleras (Calle Eras), con plaza delimitada por naranjos y sus casas nobiliarias y señoriales.
- Museo de Orfebrería, situado en el interior de la iglesia de san Bartolomé, cuenta entre sus joyas con la Custodia Procesional.
- Museo etnológico (en proyecto desde hace décadas pero ya con importante material en depósito cedido por los vecinos)
- El Parque Periurbano del Borbollón, paraje utilizado por los habitantes de la localidad, como lugar de esparcimiento y ocio en la naturaleza.
- Miradores junto al Castillo. Merecen especial atención las espléndidas vistas que podremos contemplar desde aquí.
- Mirador de Robert Kappa y estatua de "Muerte de un Miliciano", desde donde hay una panorámica de todo el pueblo y el castillo.

Además, todo el casco está formado por calles estrechas y empinadas, bellas plazas, multitud de antiguas casas nobiliarias y solariegas y rincones pintorescos.

## Cultura

### Música
Importantísimo patrimonio musical atesorado desde finales del siglo XIX por la Cofradía del Nazareno en su Capilla de Jesús, conocida hoy como Grupo de Músicos y Cantores de Semana Santa, que solemniza los cultos y actos de Semana Santa y las procesiones del Jueves y Viernes Santo. Entre multitud de coplas, motetes, salves, Stabat Mater y Misereres, destaca por su calidad e importancia musical el Miserere de Nuestro Padre Jesús Nazareno de Espejo, obra para orquesta, órgano y coro general y de niños de Luis Ruiz de Arteaga en 1912. También la Cofradía de Ánimas posee coplas de Ánimas muy antiguas.

### Entidades culturales
- Coro de Músicos y Cantores de Semana Santa, antigua Capilla de Jesús (fundada a finales del siglo XIX o principios del XX como continuadora de la primitiva Capilla Parroquial de siglos anteriores)
- Coral José María Aguilar (fundada en 1990)
- Coro parroquial Nuestra Señora de la Fuensanta
- Asociación Músico-Cultural Maestros Jurado y Carretero (fundada en 1994)
- Agrupación de Hermandades y Cofradías (fundada en 1977) y formada por:
  - Hermandad de Ánimas (Vera Cruz, Buena Muerte, Santo Entierro y Soledad) (fusión de tres fundadas en el siglo XVI y XVII)
  - Hermandad del Santísimo Sacramento (fundada en el siglo XVI)
  - Hermandad del Nazareno (fundada en 1633)
  - Hermandad del Amor (fundada en 1963)
  - Hermandad de la Borriquita (fundada en 1965 y refundada en 2007)
  - Hermandad del Cautivo y Fuensanta (fundada en 1997) (no es refundación de la muy antigua y extinguida Cofradía de la Fuensanta)
  - Hermandad del Resucitado (fundada en 2008, filial de la Agrupación de Cofradías)
- Círculo de Labradores e Industriales
- Peña Los Amigos
- Peña Flamenca Espejeña
- Asociación en defensa del patrimonio histórico de Espejo Annius Verus

### Fiestas
- Feria de San Bartolomé (24 de agosto)
- Bailes de Santiago (25 de julio)
- Fiestas de la patrona Ntra. Sra. de la Fuensanta (8 de septiembre)
- Romería de San Isidro (15 de mayo)
- Candelaría y San Blas (2 y 3 de febrero)
- Cuaresma y Semana Santa
- Corpus Christi
- Carnaval
- Día de Andalucía
- Specula (Feria Romana-Medieval) (en julio)

### Gastronomía
La gastronomía de Espejo gana fama en torno a su popular chorizo y la morcilla. Varias industrias cárnicas elaboran estos y otros productos, que pueden degustarse también en los bares de la localidad. Además de los embutidos, se pueden saborear los guisos de caracoles, su aceite de oliva y numerosa repostería, como bollos de leche, perrunas, pestiños, magdalenas, bichitos, torrijas, mostachones, torticas y el cuajado. Tampoco pueden faltar platos como las migas, el salmorejo y los flamenquines caseros.

## Medios de comunicación
Cuenta con la televisión local Uccubi Televisión.